# Magasin éphémère
Pour les articles homonymes, voir Magasin, Boutique et Pop-up (homonymie).
Ne pas confondre le concept de magasin éphémère avec celui de Concept store (magasin permanent)

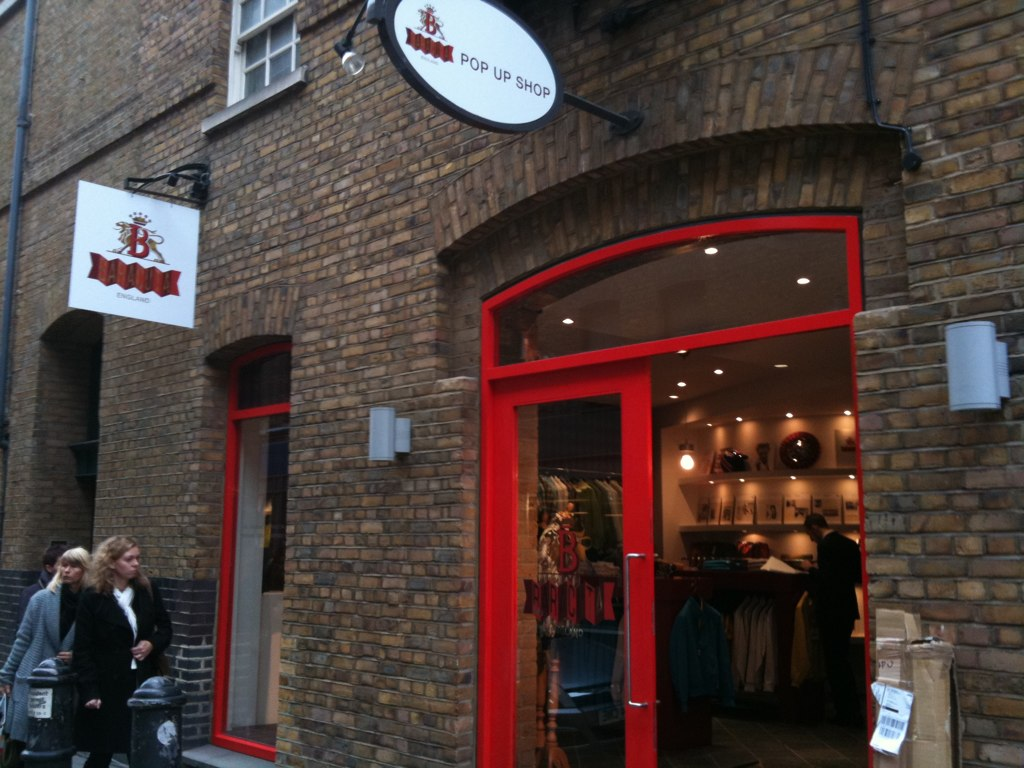
Une boutique éphémère à Londres, Royaume-Uni, en 2009.

Le magasin éphémère, ou boutique éphémère (pop-up retail ou pop-up store en anglais), est une approche du marketing basée sur l’ouverture de points de vente pour de courtes durées. Une boutique éphémère est similaire à un point de vente classique, mais de manière temporaire. Le principe consiste à apparaitre puis à disparaitre (pop-up) au bout de quelques jours, quelques semaines ou quelques mois.

## Histoire
Le concept est lancé dans les années 2000 aux États-Unis, inspiré par la stratégie marketing du fondateur de Swatch Nicolas Hayek dans les années 1980, concernant surtout des produits très saisonniers : « On vient faire du bruit, puis on dégage ». Il est ensuite repris par la marque Comme des Garçons avec l’ouverture de leur premier « guérilla store » en 2004 à Berlin, avant de fleurir un peu partout en Europe. Ces magasins, bien que souvent peu aménagés et peu « brandés », présentent un double intérêt : de par leur côté immédiat et éphémère, ils éveillent la curiosité du consommateur : « la fugacité est un argument » ; de par leur aspect inhabituel et l’effet de surprise, ils permettent également de créer l’événement et ainsi de susciter l’intérêt des médias : c'est donc également un moyen de communication. Il s’agit donc d’un double but de rentabilité et de communication. De plus, ce principe permet également aux grandes enseignes de distribution ou aux nouvelles marques de tester temporairement des produits, avant une éventuelle implantation plus définitive.

## Petits créateurs et artisans
Les boutiques éphémères appelées aussi Pop-up Store permettent à de jeunes artistes, de jeunes créateurs et créatrices de talent de vendre directement leurs créations et de toucher un public plus large notamment dans le Marais, à Saint-Germain-des-Prés. De nombreuses boutiques éphémères fleurissent régulièrement dans des locaux de qualité présentant de belles vitrines. Certains créateurs créatrices prennent en charge la location et organisent le partage de l'espace.  Cependant quelques propriétaires de boutique partagent eux-mêmes leur espace et louent au comptoir, c'est-à-dire un emplacement déterminé tels dans les salons et les grands magasins.

## Localisations
Il existe dans certaines villes des lieux qui sont régulièrement utilisés par des marques connues pour y installer des magasins éphémères.

### Crèmerie de Paris
Cette ancienne Crèmerie du temps des Halles de Baltard sert en permanence comme lieu d'accueil à des magasins éphémères. 

### Hôtel La Mistralée
Cet Hôtel de Tourisme avec piscine et jardin, une bâtisse de 1850, a été transformé à plusieurs reprises en boutique éphémère. 

### Grands magasins
Ce principe de création d'un magasin éphémère peut associer deux marques soit complémentaires, soit différentes, avec le but d'augmenter le nombre de clients en regroupant ceux des deux enseignes. Par exemple, les Galeries Lafayette ou le Printemps pratiquent souvent la création de pop-up au sein de leurs magasins ; on peut citer également colette (le concept store) et Chanel ayant cherché à créer un événement lors de la semaine du prêt-à-porter automne-hiver 2011-2012, à Paris.

### Autres lieux
En mai 2014, la Société protectrice des animaux ouvre un refuge éphémère sur une péniche en bord de Seine le temps d'un weekend afin d'encourager l'adoption d'animaux chez les parisiens. 

## Usages
La démarche peut être différente d’une boutique à l’autre :
- fêter un anniversaire : la marque va se démarquer de ses concurrents en choisissant cette option qui lui permet entre autres de se rapprocher de sa clientèle et de redéfinir son image ;
- vendre un produit saisonnier : le magasin éphémère permet à la marque d’avoir un point de vente en propre sur un emplacement qu’elle ne pourrait pas se permettre d’occuper à l’année en ne vendant que quelques mois par an[3] ;
- tester un quartier en vue d’une ouverture de boutique permanente : la marque pourra au travers du magasin éphémère définir si une implantation est suffisamment rentable et communiquer auprès de sa clientèle de son ouverture prochaine.
- saisir une occasion autour d’un fait d’actualité ;
- écouler des stocks restants sans « parasiter » ses points de vente ;
- lancer un produit : proposer directement le nouveau produit à ses consommateurs. Limiter le risque en testant le produit avant de le diffuser dans son réseau de distributeur[4] ;
- créer un évènement : générer une communication dans les médias, différente de la ligne habituelle de la marque, sur un temps limité. Complémentaire de « créer le buzz ».